# Cornelis Galle il Vecchio

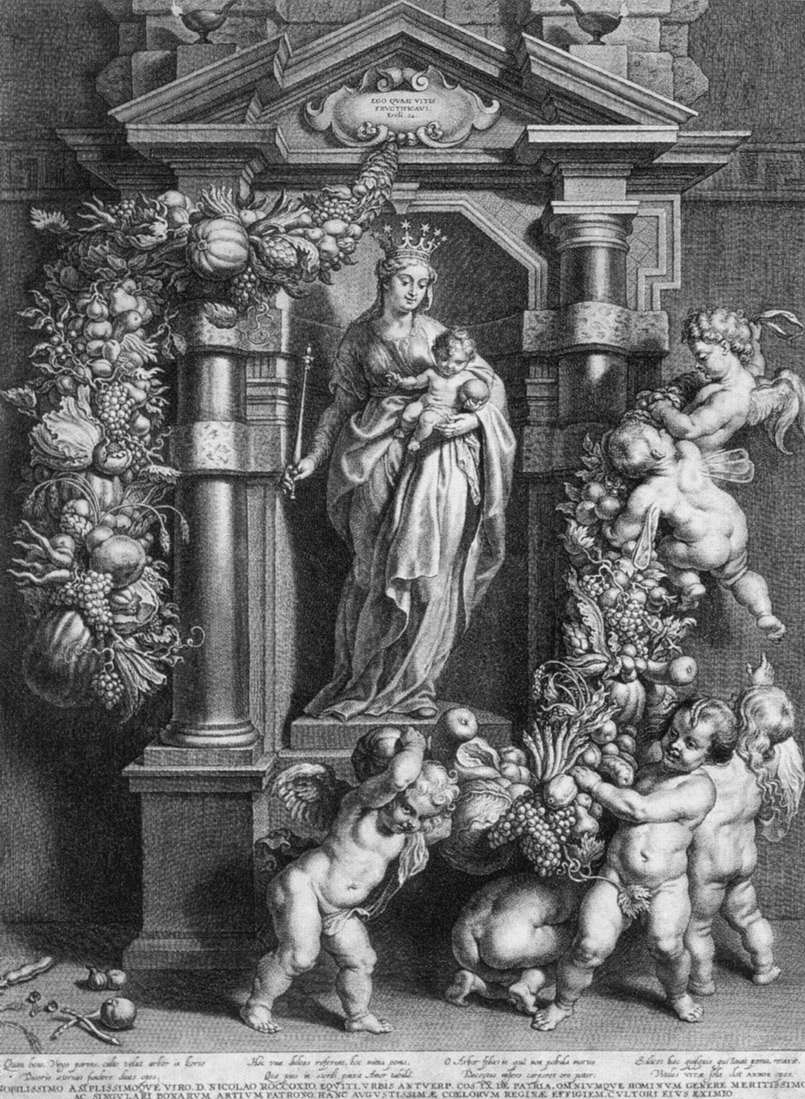
Maria regina del cielo

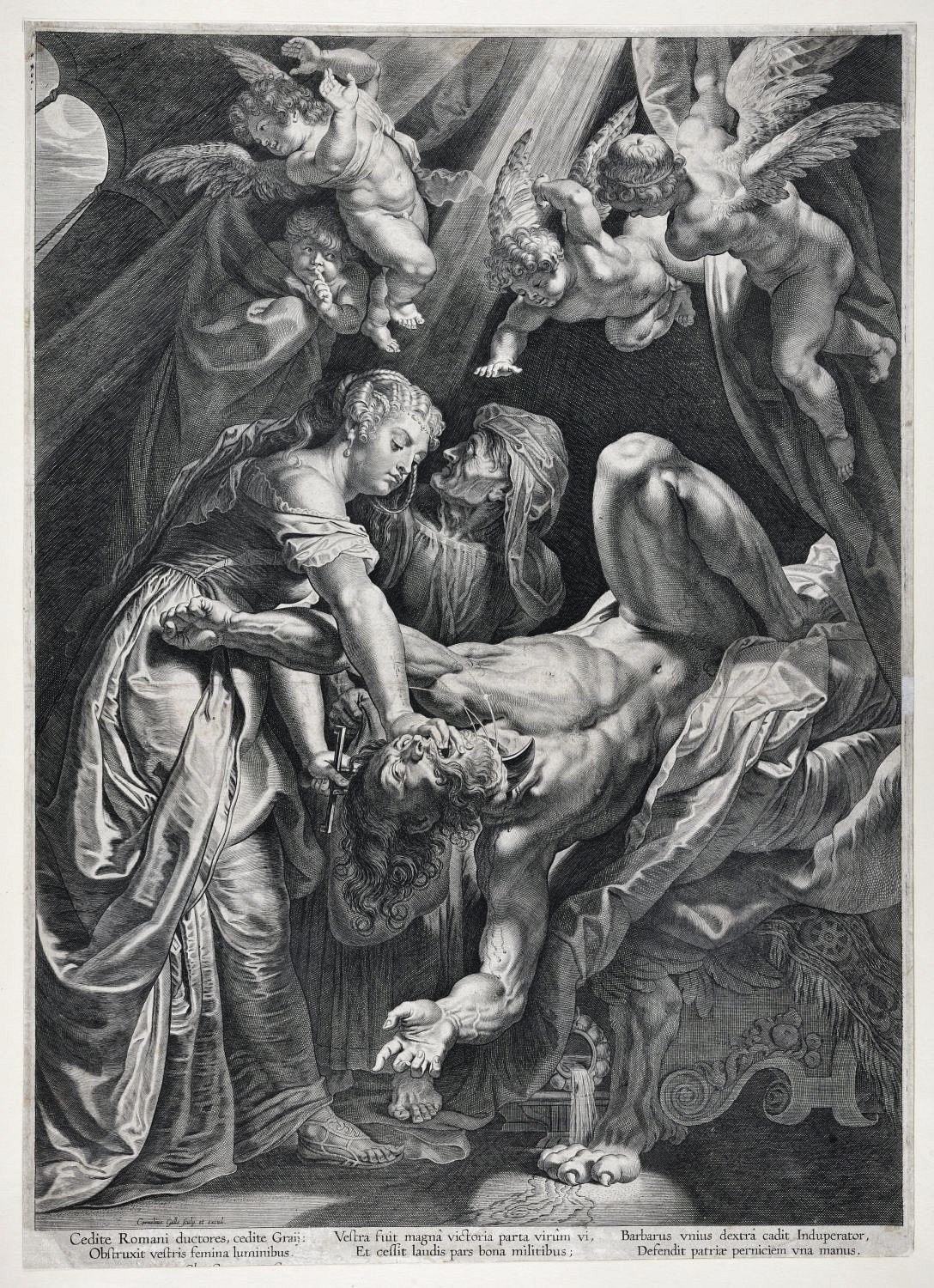
Giuditta decapita Oloferne (ca. 1610), di Cornelis Galle il Vecchio da Peter Paul Rubens - Warsaw University Library.

Cornelis Galle il Vecchio (Anversa, 1576 – 29 marzo 1650) è stato un incisore fiammingo figlio minore di Philip Galle.

## Biografia
Imparò l'incisione da suo padre e seguendo l'esempio del suo fratello maggiore, Theodoor, si recò a Roma, dove risiedette per diversi anni acquisendo una correttezza di disegno e una libertà di esecuziione che gli consentirono di soprpassare in bravura sia suo padre che suo fratello. Dopo aver inciso diverse lastre a Roma, tornò ad Anversa, dove rilevò una stamperia e ed incise molte tavole da suoi lavori e da quelli dei suoi colleghi contemporanei. Divenne un maestro di Anversa, nella Corporazione di San Luca, nel 1610. Uno dei suoi allievi fu Giovanni Florimi da Siena oltre che suo figlio Cornelis Galle il Giovane.
Prima della sua visita in Italia, aveva inciso alcune lastre nello stile asciutto e rigido del padre, di cui le più conosciute sono:
- Una parte della Vita di Cristo; da Maarten de Vos
- Una serie di lastre della Vita della Vergine Maria; da Giovanni Stradano
- Una serie di lastre della Vita di San Giovanni Battista; da Giovanni Stradano

Delle sue successive stampe queste furono le più apprezzate:

## Ritratti
- San Carlo Borromeo, Cardinala arcivescovo di Milano
- Philip Rubens, fratello di Peter Paul Rubens
- Ferdinando III d'Asburgo ; da Van Dyck
- Jan van Havre; da Rubens
- Carlo I, re d'Inghilterra; in un confine allegorico da Van der Horst
- Enrichetta Maria, moglie di Carlo I; con una ghirlanda di fiori e figure; Van der Horst
- Leopoldo Guglielmo d'Austria; da W. van de Velde
- Artus Wolfart, pittore; da Van Dyck
- Jan Wiggers; da H. De Smet.
- Isabella di Arenberg; da Ch. Wautier
- Johannes de Falckenberg; da Van der Horst
- Abramo Ortelio; da H. Goltzius

## Soggetti da altri maestri

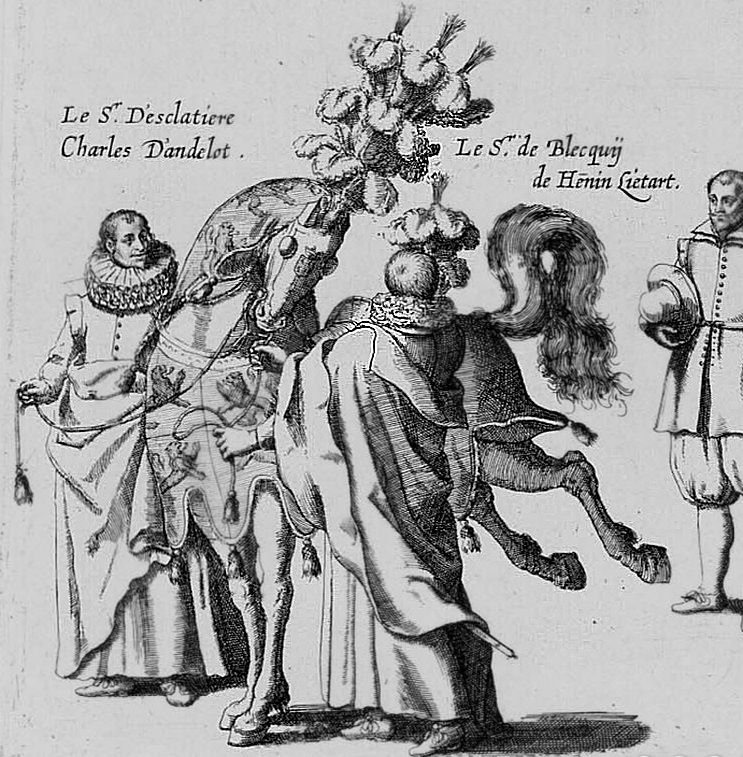
Pompe Funebri di Alberto VII

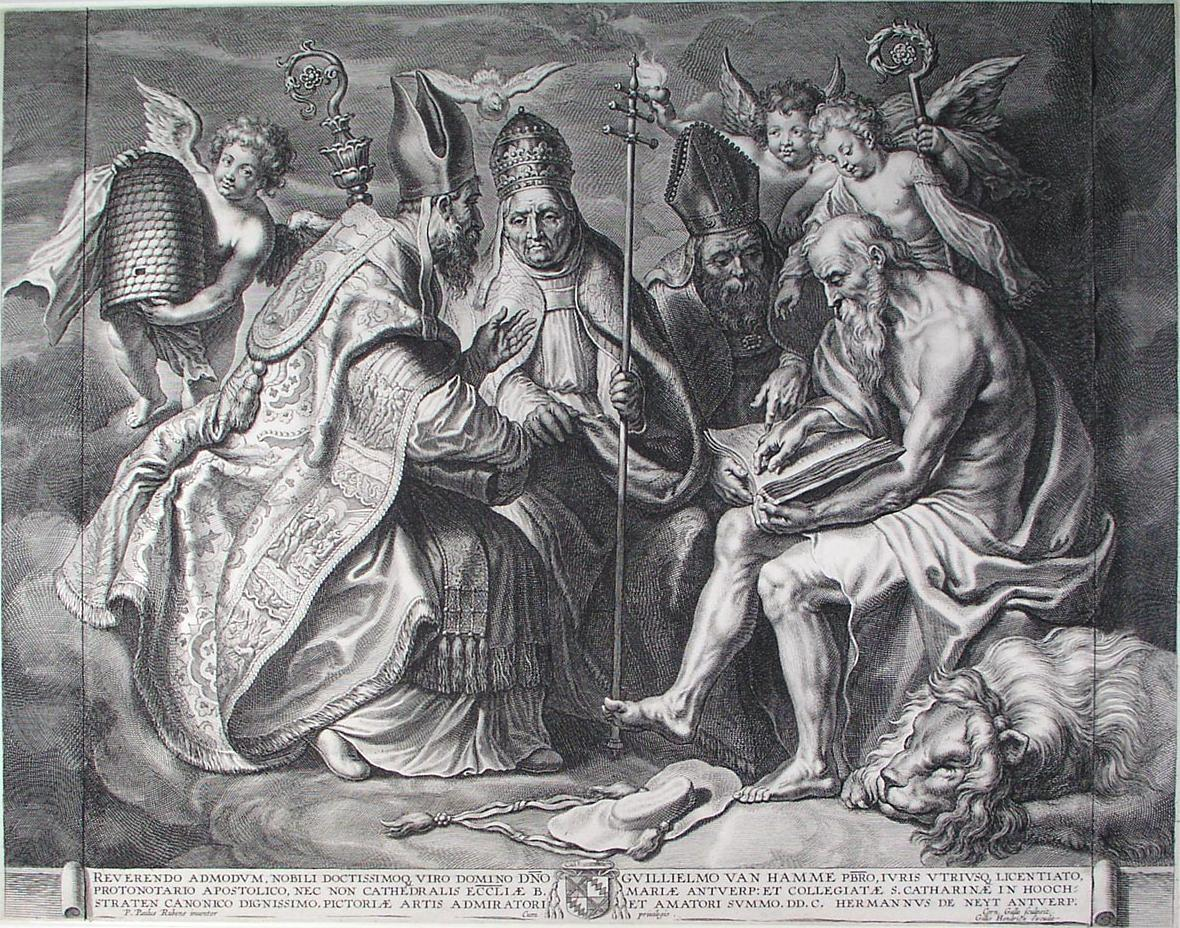
I quattro padri della Chiesa, da Rubens

- Adamo ed Eva; da Giovanni Battista Paggi
- La Sacra Famiglia di ritorno dall'Egitto, con un coro di angeli; da Giovanni Battista Paggi
- Venere accarezza Cupido; da Giovanni Battista Paggi
- San Pietro battezza Santa Prisca; da Giovanni Battista Paggi
- La Vergine e il Bambino, al quale San Bernardo offre un libro; da Francesco Vanni
- La crocifissione, con la Vergine, San Francesco e Santa Teresa; da Francesco Vanni
- Venere legata a un albero e Minerva che castiga Cupido; da Agostino Carracci
- Procne davanti a Tereo con la testa del figlio Iti ; da Agostino Carracci
- Seneca al bagno; da Agostino Carracci
- La Vergine accarezza il Bambino Gesù; da Raffaello
- La sepoltura di Cristo; da Raffaello
- La Vergine Maria, sotto un arco, ornata di fiori dagli angeli; da Rubens
- Giuditta taglia la testa ad Oloferne; da Rubens
- I quattro padri della Chiesa; da Rubens
- Una donna nuda che macina i colori; da Rubens
- Autunno e inverno; due paesaggi; da Rubens
- Un banchetto con musicisti; senza il nome del pittore